# Inherit the Wind (1960)
Inherit the Wind (bra O Vento Será Tua Herança) é um filme americano de 1960, do gênero drama histórico-biográfico, dirigido por Stanley Kramer, com roteiro de Nedrick Young e Harold Jacob Smith baseado na peça teatral homônima de Jerome Lawrence e Robert Edwin Lee..
A peça Inherit the Wind é uma parábola sobre uma história real ocorrida em 1925, o Scopes "Monkey" Trial ("O Julgamento do Macaco"), como forma de discutir o então vigente macartismo. J. Lawrence e Robert E. Lee escreveram a história em 1951. Foi refilmado em 1965, 1988 e 1999.

## Sinopse
Ocorre um julgamento em 1925, no estado norte-americano do Tennessee, em que um professor, Bertram T. Cates, é acusado de desrespeitar uma lei estadual que proíbe o ensino do Darwinismo em escolas públicas. "Monkey Trial" (O Julgamento do Macaco), como ficou conhecido, teve repercussão mundial, mediante uma batalha travada entre os advogados de acusação e a defesa, que foi impedida pelo juiz de apresentar cientistas como testemunhas em favor da teoria da evolução. O julgamento durou 11 dias e foi o primeiro a ser transmitido pelo rádio.

## Elenco

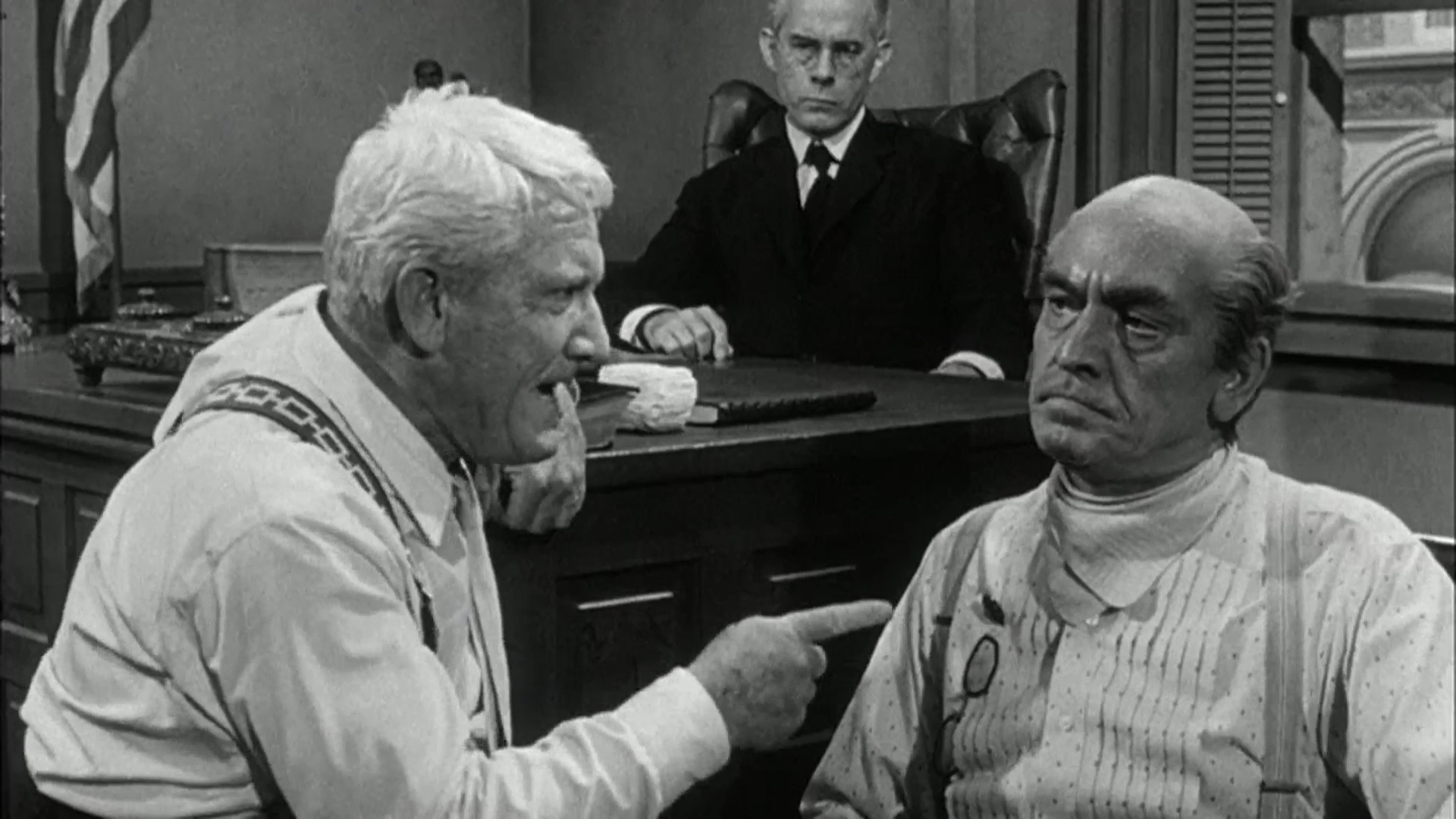
Harry Morgan, Spencer Tracy e Fredric March

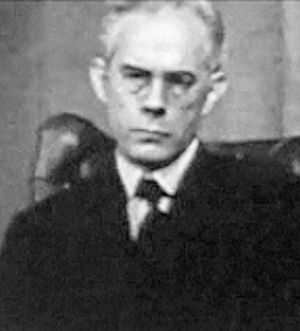
Harry Morgan, o juiz de "Inherit the Wind"

- Spencer Tracy   ....   Henry Drummond
- Fredric March   ....   Matthew Harrison Brady
- Gene Kelly   ....  E. K. Hornbeck, do Baltimore Herald
- Dick York   ....   Bertram T. Cates
- Donna Anderson   ....   Rachel Brown
- Harry Morgan   ....  juiz Mel Coffey
- Claude Akins   ....   rev. Jeremiah Brown
- Elliott Reid   ....   promotor Tom Davenport
- Paul Hartman   ....   deputado Horace Meeker-Bailiff
- Philip Coolidge   ....   prefeito Jason Carter
- Jimmy Boyd   ....   Howard – estudante de biologia
- Noah Beery, Jr.   ....   John Stebbins
- Norman Fell   ....  radialista da WGN
- Gordon Polk   ....  George Sillers - jurado
- Hope Summers   ....   sra. Krebs

## Prêmios e indicações
| Premiação               | Categoria                           | Recipiente                        | Resultado                   |
| ----------------------- | ----------------------------------- | --------------------------------- | --------------------------- |
| Oscar 1961              | Melhor ator                         | Spencer Tracy                     | Indicado                    |
| Oscar 1961              | Melhor fotografia                   | Ernest Laszlo                     | Indicado                    |
| Oscar 1961              | Melhor edição                       | Frederic Knudtson                 | Indicado                    |
| Oscar 1961              | Melhor roteiro adaptado             | Nedrick Young, Harold Jacob Smith | Indicado                    |
| Globo de Ouro 1961      | Melhor filme - drama                | Stanley Kramer (prod.)            | Indicado                    |
| Globo de Ouro 1961      | Melhor ator - drama                 | Spencer Tracy                     | Indicado                    |
| BAFTA 1961              | Melhor filme                        | Stanley Kramer (prod.)            | Indicado                    |
| BAFTA 1961              | Melhor ator estrangeiro             | Fredric March                     | Indicado                    |
| BAFTA 1961              | Melhor ator estrangeiro             | Spencer Tracy                     | Indicado                    |
| Festival de Berlim 1961 | Urso de Prata (melhor ator)         | Fredric March                     | Venceu[carece de fontes?]   |
| Festival de Berlim 1961 | Melhor conteúdo adequado aos jovens | Stanley Kramer (prod.)            | Venceu[carece de fontes?]   |
| Festival de Berlim 1961 | Urso de Ouro                        | Stanley Kramer (prod.)            | Indicado[carece de fontes?] |